# ArenaBall Philippines 2010
La ArenaBall Philippines 2010 è stata la 1ª edizione del campionato filippino di football americano di primo livello, organizzato dalla ATFFP. Il campionato è stato disputato a 7 giocatori.

## Squadre partecipanti
| Club                 | Città    | Stadio | Sponsor ufficiale | Risultato nella stagione 2010 |
| -------------------- | -------- | ------ | ----------------- | ----------------------------- |
| Manila Barracudas    | Manila   |        |                   |                               |
| Manila Wolves        | Manila   |        |                   |                               |
| Manila Bandits       | Manila   |        |                   |                               |
| San Juan Juggernauts | San Juan |        |                   |                               |

## Stagione regolare

### Calendario

#### 1ª giornata
| Marikina 23 aprile 2010 | Manila Barracudas | 15 – 14 | San Juan Juggernauts | Marikina Sports Park |

| Marikina 23 aprile 2010 | Manila Bandits | 50 – 0 | Manila Wolves | Marikina Sports Park |

Non sono note le altre giornate né le semifinali

### Classifica
La classifica della regular season è la seguente:
- PCT = percentuale di vittorie, G = partite giocate, V = partite vinte,  P = partite perse, PF = punti fatti, PS = punti subiti

| Pos. | Squadra              | PCT | G   | V   | N   | P   | PF   | PS   |
| ---- | -------------------- | --- | --- | --- | --- | --- | ---- | ---- |
| 1    | Manila Bandits       | ?   | 1+? | 1+? | 0+? | 0+? | 50+? | 0+?  |
| 2    | San Juan Juggernauts | ?   | 1+? | 0+? | 0+? | 1+? | 14+? | 15+? |
| 3    | Manila Barracudas    | ?   | 1+? | 1+? | 0+? | 0+? | 15+? | 14+? |
| 4    | Manila Wolves        | ?   | 1+? | 0+? | 0+? | 1+? | 0+?  | 50+? |

## ArenaBowl I
| 13 agosto 2010 | Manila Bandits | v – p | San Juan Juggernauts |  |

## Verdetti
- Manila Bandits Campioni della Filippine 2011